# Estadi José María Minella
L'Estadi José María Minella és un estadi de futbol de la ciutat de Mar del Plata, a l'Argentina. Duu el nom del futbolista local José María Minella. És la seu dels clubs Club Atlético Alvarado i Club Atlético Aldosivi. Té una capacitat per a 35.180 espectadors.
Va ser construït entre 1975 i 1978, i va ser seu de la Copa del Món de Futbol de 1978.
El 24 de febrer de 1993 fou la seu de la Copa Artemio Franchi entre Argentina i Dinamarca.
L'any 1995 fou seu dels Jocs Panamericans, on es van celebrar les cerimònies d'obertura i clausura, a més de la competició de futbol.